# Priska Doppmann
Priska Doppmann, née le 10 mai 1971 à Cham, est une coureuse cycliste suisse. Elle a notamment remporté La Grande Boucle féminine internationale en 2005.

## Palmarès
- 1999
  -  Championne de Suisse sur route
  - 2e du Tour de la Drôme
- 2000
  - Grand Prix du canton d'Argovie
  - 3e du championnat de Suisse sur route
  - 2e du championnat de Suisse du contre-la-montre
- 2001
  -  Championne de Suisse du contre-la-montre
  - Grand Prix Cham-Hagendorn
  - 4e étape du Tour de Toscane
  - 2e du championnat de Suisse sur route
- 2002
  - Rund Um die Rigi - Gersau
  - Tour de Berne
  - 2e du championnat de Suisse sur route
  - 3e de la Flèche wallonne
  - 3e du Gracia Tour
  - 3e du championnat de Suisse du contre-la-montre
  - 3e du Grand Prix de Suisse
- 2004
  - Rund Um die Rigi - Gersau
  - Grand Prix des Nations
  - 2e du championnat de Suisse contre-la-montre
  - 2e du Chrono Champenois - Trophée Européen
  - 2e du Tour de la Drôme
  - 3e du Tour d'Italie
- 2005
  - 3e du Rund Um die Rigi - Gersau
  - Tour de la Drôme
    - Classement général
    - 1re, 2e, 3ea (contre-la-montre par équipes) et 5e étapes

  - La Grande Boucle féminine internationale
    - Classement général
    - 6e étape

  - 2e du championnat de Suisse contre-la-montre
  - 2e du Chrono des Herbiers
- 2006
  - 2e et 6e étapes du Tour de l'Aude
  - L'Heure D'Or Féminine (contre-la-montre par équipes)
  - Chrono des Herbiers
  - 2e du Tour de Nouvelle-Zélande
  - 2e du Souvenir Magali Pache
- 2007
  - 2e et 3ea étapes de La Grande Boucle féminine internationale
  - 2e du Rund Um die Rigi - Gersau
  - 2e du championnat de Suisse contre-la-montre
  - 3e du Chrono des Herbiers
- 2008
  - 5e étape du Krasna Lipa Tour
  - 2e étape du Tour de Thuringe
  - Open de Suède Vårgårda (contre-la-montre par équipes)
  - 3e du championnat de Suisse contre-la-montre